# Cordemais
Cordemais (bretonisch: Kordevez) ist eine französische Gemeinde mit 3.954 Einwohnern (Stand: 1. Januar 2022) im Département Loire-Atlantique in der Region Pays de la Loire. Sie gehört zum Arrondissement Nantes und zum Kanton Blain. Die Einwohner werden Cordemaisiens genannt.

## Geographie
Die Gemeinde Cordemais liegt etwa 34 Kilometer westlich von Nantes am Nordufer des Ästuars der Loire. Umgeben wird Cordemais von den Nachbargemeinden Malville im Norden, Le Temple-de-Bretagne und Vigneux-de-Bretagne im Nordosten, Saint-Étienne-de-Montluc im Osten, Le Pellerin im Süden und Südosten sowie Bouée im Westen. Der Ort hat einen Halt (Gare de Cordemais) an der Bahnstrecke Tours–Saint-Nazaire.

## Bevölkerungsentwicklung
| Jahr                       | 1962 | 1968 | 1975 | 1982 | 1990 | 1999 | 2006 | 2014 | 2022 |
| Einwohner                  | 1360 | 1439 | 1817 | 2004 | 2374 | 2518 | 2790 | 3567 | 3954 |
| Quellen: Cassini und INSEE |      |      |      |      |      |      |      |      |      |

## Sehenswürdigkeiten
- Kirche Saint-Jean-Baptiste aus dem 19. Jahrhundert
- Kreuz des heiligen Samson aus dem 11. Jahrhundert an der Ruine der alten Priorei Saint-Samson
- Schloss La Haute-Merials aus dem 15. Jahrhundert

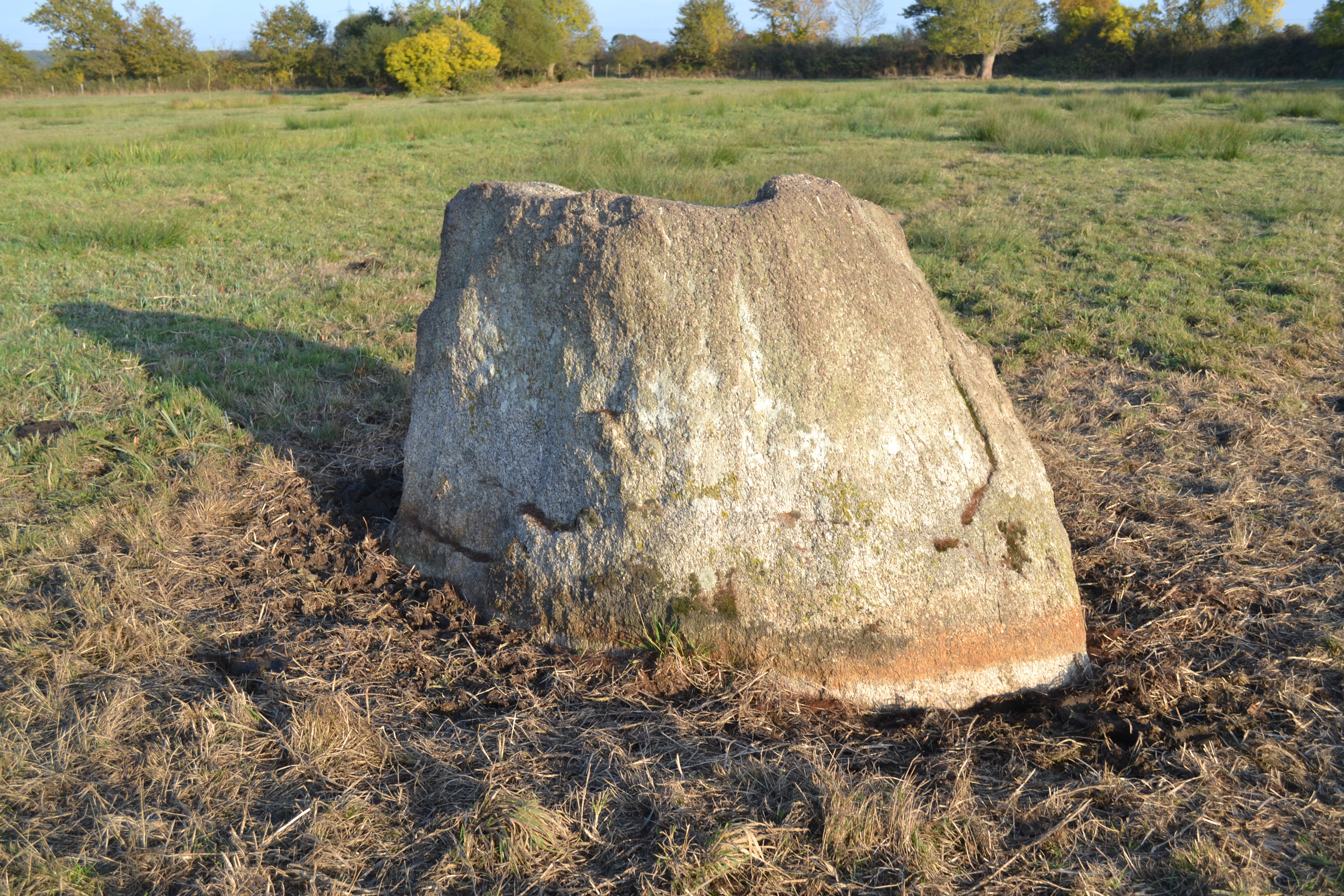
Menhir du Marais de la Roche
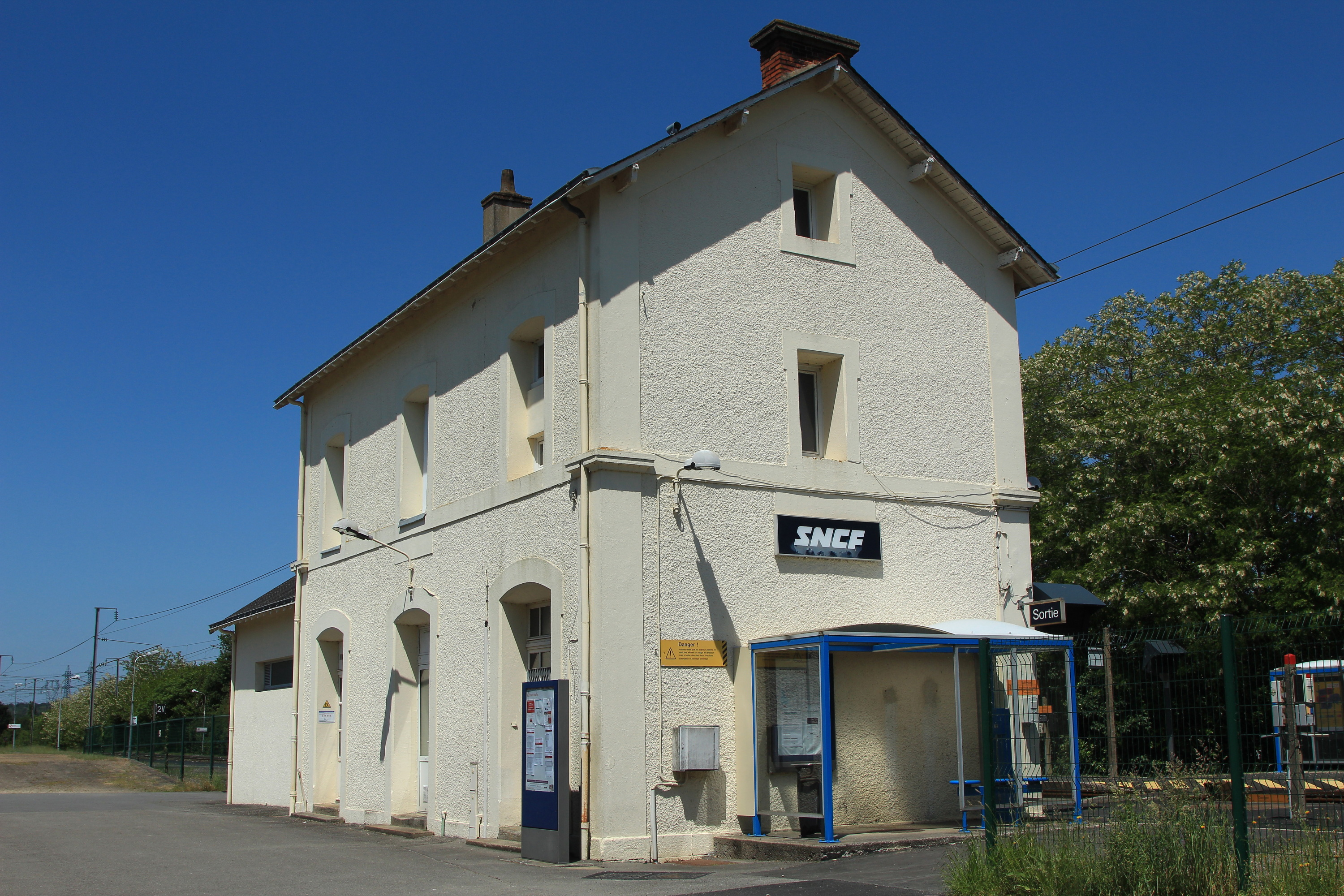
Bahnhof

## Gemeindepartnerschaft
Mit der Gemeinde Gomboro in Burkina Faso besteht seit 1987 eine Partnerschaft.